# OAS1
OAS1 (англ. 2'-5'-oligoadenylate synthetase 1) – білок, який кодується однойменним геном, розташованим у людей на короткому плечі 12-ї хромосоми. Довжина поліпептидного ланцюга білка становить 400 амінокислот, а молекулярна маса — 46 029.
| 10         |  | 20         |  | 30         |  | 40         |  | 50         |
| ---------- |  | ---------- |  | ---------- |  | ---------- |  | ---------- |
| MMDLRNTPAK |  | SLDKFIEDYL |  | LPDTCFRMQI |  | NHAIDIICGF |  | LKERCFRGSS |
| YPVCVSKVVK |  | GGSSGKGTTL |  | RGRSDADLVV |  | FLSPLTTFQD |  | QLNRRGEFIQ |
| EIRRQLEACQ |  | RERAFSVKFE |  | VQAPRWGNPR |  | ALSFVLSSLQ |  | LGEGVEFDVL |
| PAFDALGQLT |  | GGYKPNPQIY |  | VKLIEECTDL |  | QKEGEFSTCF |  | TELQRDFLKQ |
| RPTKLKSLIR |  | LVKHWYQNCK |  | KKLGKLPPQY |  | ALELLTVYAW |  | ERGSMKTHFN |
| TAQGFRTVLE |  | LVINYQQLCI |  | YWTKYYDFKN |  | PIIEKYLRRQ |  | LTKPRPVILD |
| PADPTGNLGG |  | GDPKGWRQLA |  | QEAEAWLNYP |  | CFKNWDGSPV |  | SSWILLAESN |
| SADDETDDPR |  | RYQKYGYIGT |  | HEYPHFSHRP |  | STLQAASTPQ |  | AEEDWTCTIL |
|            |  |            |  |            |  |            |  |            |

A: Аланін

C: Цистеїн

D: Аспарагінова кислота

E: Глутамінова кислота

F: Фенілаланін

G: Гліцин

H: Гістидин

I: Ізолейцин

K: Лізин

L: Лейцин

M: Метіонін

N: Аспарагін

P: Пролін

Q: Глутамін

R: Аргінін

S: Серин

T: Треонін

V: Валін

W: Триптофан

Кодований геном білок за функцією належить до трансфераз. 
Задіяний у таких біологічних процесах, як імунітет, вроджений імунітет, противірусний захист, альтернативний сплайсинг. 
Білок має сайт для зв'язування з АТФ, нуклеотидами, іонами металів, іоном магнію, РНК. 
Локалізований у цитоплазмі, ядрі, мітохондрії, ендоплазматичному ретикулумі, мікросомах.
Також секретований назовні.